# Ліван на зимових Олімпійських іграх 2022
Ліван взяв участь у зимових Олімпійських іграх 2022, що тривали з 4 до 20 лютого в Пекіні (Китай).
Делегація Лівану складалася з трьох спортсменів (двох чоловіків і однієї жінки), що змагалися у двох видах спорту. Сезар Арнук і Манон Кваїсс несли прапор своєї країни на церемонії відкриття.

## Спортсмени
Кількість спортсменів, що взяли участь в Іграх, за видами спорту.
| Вид спорту          | Чоловіки | Жінки | Загалом |
| ------------------- | -------- | ----- | ------- |
| Гірськолижний спорт | 1        | 1     | 2       |
| Лижні перегони      | 1        | 0     | 1       |
| Загалом             | 2        | 1     | 3       |

## Гірськолижний спорт
Від Лівану на Ігри кваліфікувалися один гірськолижник і одна гірськолижниця, що відповідали базовому кваліфікаційному критерію.
| Спортсмен    | Дисципліна                    | 1-й спуск | 1-й спуск | 2-й спуск   | 2-й спуск   | Загалом     | Загалом     |
| Спортсмен    | Дисципліна                    | Час       | Місце     | Час         | Місце       | Час         | Місце       |
| ------------ | ----------------------------- | --------- | --------- | ----------- | ----------- | ----------- | ----------- |
| Сезар Арнук  | Гігантський слалом (чоловіки) | НФ        | НФ        | Не потрапив | Не потрапив | Не потрапив | Не потрапив |
| Манон Кваїсс | Гігантський слалом (жінки)    | 1:08.88   | 54        | НФ          | НФ          | НФ          | НФ          |
| Манон Кваїсс | Слалом (жінки)                | 1:02.69   | 52        | 1:02.96     | 46          | 2:05.65     | 46          |

## Лижні перегони
Від Лівану на ігри кваліфікувався один лижник, що відповідав базовому кваліфікаційному критерію.
Дистанційні перегони
| Спортсмен | Дисципліна                        | Класичний стиль | Класичний стиль | Вільний стиль | Вільний стиль | Фінал   | Фінал       | Фінал |
| Спортсмен | Дисципліна                        | Час             | Місце           | Час           | Місце         | Час     | Відставання | Місце |
| --------- | --------------------------------- | --------------- | --------------- | ------------- | ------------- | ------- | ----------- | ----- |
| Елі Таук  | 15 км класичним стилем (чоловіки) | Н/Д             | Н/Д             | Н/Д           | Н/Д           | 51:46.5 | +13:51.7    | 92    |

Спринт
| Спортсмен | Дисципліна | Кваліфікація | Кваліфікація | Чвертьфінал | Чвертьфінал | Півфінал    | Півфінал    | Фінал       | Фінал       |
| Спортсмен | Дисципліна | Час          | Місце        | Час         | Місце       | Час         | Місце       | Час         | Місце       |
| --------- | ---------- | ------------ | ------------ | ----------- | ----------- | ----------- | ----------- | ----------- | ----------- |
| Елі Таук  | Чоловіки   | 3:47.73      | 87           | Не потрапив | Не потрапив | Не потрапив | Не потрапив | Не потрапив | Не потрапив |